# Bodil Göransson
Bodil Göransson, född 13 januari 1944 i Helsingborg, är en svensk scenograf, regissör och dockmakare. Göransson ingick sedan bildandet 1971 i gruppen som startade Byteatern.